# Condado de Marion (Ohio)
El condado de Marion (en inglés: Marion County), fundado en 1820, es uno de 92 condados del estado estadounidense de Ohio. En el año 2000, el condado tenía una población de 66,217 habitantes y una densidad poblacional de 63 personas por km². La sede del condado es Marion. El condado recibe su nombre en honor a Francis Marion. 

## Geografía
Según la Oficina del Censo, el condado tiene un área total de 1,047 km², de la cual 1,046 km² es tierra y 1 km² (0.07%) es agua.

### Condados adyacentes
- Condado de Crawford (noreste)
- Condado de Morrow (este)
- Condado de Delaware (sur)
- Condado de Union(suroeste)
- Condado de Hardin (oeste)
- Condado de Wyandot (noroeste)

## Demografía
Según la Oficina del Censo en 2000, los ingresos medios por hogar en el condado eran de $38,709, y los ingresos medios por familia eran $45,297. Los hombres tenían unos ingresos medios de $33,179 frente a los $23,586 para las mujeres. La renta per cápita para el condado era de $18,255. Alrededor del 9.70% de la población estaban por debajo del umbral de pobreza.

## Municipalidades

### Ciudades
- Marion

### Villas
| - Caledonia - Green Camp - LaRue - Morral | - New Bloomington - Prospect - Waldo |

### Áreas no incorporadas
| - Bellaire Gardens - Big Island - Brush Ridge - Centerville - Claridon - Decliff - Espyville | - Kirkpatrick - Lynn - Martel - Meeker - Oak Knoll - Owens - Tobias |

### Municipios
El condado de Marion está dividido en 15 municipios:
| - Big Island - Bowling Green - Claridon - Grand - Grand Prairie | - Green Camp - Marion - Montgomery - Pleasant - Prospect | - Richland - Salt Rock - Scott - Tully - Waldo |